# Caucalis platycarpos
Caucalis platycarpos és una espècie de planta dins el gènere monotípic Caucalis i la família de les apiàcies. L'espècie Caucalis platycarpos és una planta nativa d'Europa i la regió mediterrània incloent els Països Catalans.

## Descripció
C. platycarpos és una planta anual, amb tiges que arriben a fer 10-40 cm de llargada, molt ramificades, divaricades; les fulles d'1,5-7 cm, són pinnatisectes; les umbel·les amb 0-3 bràctees i 2-5 radis d'1-3 cm, desiguals; les flors tenen els pètals blancs o groguencs; els fruits oblongs o el·lipsoidals, de 8-13 mm i amb costelles proveïdes d'espines rígides de 3 mm.

## Distribució
Pel sud-oest d'Àsia, nord d'Àfrica i per gran part del centre i sud d'Europa, incloent-hi els Països Catalans.

## Hàbitat
En camps de conreu, guarets i herbassars, és una planta nitròfila. Prefereix els sòls bàsics i viu a una altitud d'entre 100- 1000 (1600) metres. Floreix entre març i juny (juliol).

## Sinònims
- Caucalis barcinonensis Germà Sennen
- Caucalis daucoides L.
- Caucalis lappula Grande
- Caucalis longepedunculata var. oligocarpa Sennen
- Caucalis longepedunculata Sennen
- Orlaya platycarpos (L.) W.D.J.Koch dita cadell, cairells, castanya d'aigua, nou d'aigua, pota de bou[cal citació]